# Sidney (Illinois)
Pour les articles homonymes, voir Sidney.
Sidney est un village du comté de Champaign dans l'Illinois, aux États-Unis,. Il est incorporé le 5 septembre 1874. Les premiers pionniers s'installent dans la région dès 1834, en provenance de l'Ohio.

## Démographie
Lors du recensement de 2010, le village comptait une population de 1 233 habitants. Elle est estimée, en 2016, à 1 213 habitants.

## Personnalité de Sidney
- John Wilson Ruckman (en), général américain

## Source de la traduction
- (en) Cet article est partiellement ou en totalité issu de l’article de Wikipédia en anglais intitulé « Sidney, Illinois » (voir la liste des auteurs).